# Kretowiec chiński
Kretowiec chiński (Mogera insularis) – gatunek ssaka z rodziny kretowatych (Talpidae).
Występuje na terenach Chin i Tajwanu.

## Podgatunki
Wyróżnia się trzy podgatunki:
- M. insularis hainana
- M. insularis insularis
- M. insularis latouchei